# Els déus inaccessibles
Els déus inaccessibles és una novel·la de Miquel Àngel Riera Nadal publicada el 1987.
Narra l'amor clandestí d'un capellà rural per un jovenet a través de la col·lisió entre el jurament religiós i la força de la passió. el personatge idealitza falsejant una simple passió sexual. Des de la sincera intimitat del diari el protagonista descriu l'experiència de l'enamorament amb l'atractiu tens i inquietat del desig no correspost. El personatge fa de l'amor un refugi aliè a la realitat. La tècnica utilitzada destaca per una prosa llatinitxada amb un tempo molt lent i reflexions en espiral més ornamentals que profundes.
S'ha dit que el to reflexiu de la novel·la aproxima l'autor a Thomas Mann, Miguel de Unamuno, Marcel Proust i Marguerite Yourcenar.
Va ser premi Nacional de la Literatura Catalana de la Generalitat.